# Rubinbröllop (film)
Rubinbröllop är en svensk kortfilm från 2005 i regi av Joachim Siegård. I rollerna ses bland andra Henrik Rafaelsen, Livia Millhagen och Sten Ljunggren.

## Handling
Filmen handlar om Patrik och hans föräldrar som ska fira 40-årig bröllopsmiddag. Patrik tänker göra allt för att kvällen ska bli så bra som möjligt. Problemet är dock att Patrik just separerat från sin hustru Helena, som är mycket omtyckt av Patriks pappa Gösta.

## Rollista
- Henrik Rafaelsen – Patrik Persson
- Livia Millhagen – Helena Persson
- Sten Ljunggren – Gösta, Patriks pappa
- Jane Friedmann – Margareta, Patriks mamma
- Jan-Erik Emretsson – Fordman Bernt
- Ulrika Hansson – Annika
- Rolf Skoglund – Curt
- Irina Jonsson	– Biljana
- Seth Lund – Fordman Leif
- Sven Norman – Fordman Olle
- Lars Nyström – Sven
- Ulla Sandström – Birgitta
- Elisabeth Croneborg – servitris
- Martin Bergqvist – servitör

## Om filmen
Filmen spelade in med start i september 2004 i Villa Torpa i Saltsjö-Boo. Den producerades av Björn Carlström och Per Janérus för Björn Carlström Produktion AB och Sveriges Television AB. Manus skrevs av Anna Siegård och fotograf var Mats Ardström. Musiken komponerades av Bebe Risenfors och filmen klipptes av Hélène Berlin. Den premiärvisades den 4 februari 2005 på Göteborgs filmfestival.